# Лалетин, Геннадий Владимирович
Геннадий Владимирович Лалетин (род. 13 июня 1957, Хасурта, Хоринский район, Бурятская АССР, РСФСР, СССР) — российский серийный убийца, совершивший 7 тяжких преступлений на территории Республики Бурятия. Обвинялся в изнасиловании несовершеннолетней, пяти убийствах и покушении на убийство.

## Биография
Геннадий Лалетин родился 13 июня 1957 года в селе Хасурта. Имел специальность ремонтника холодильного оборудования, за что получил прозвище «Гена-Холодильник». 12 октября 1998 года Лалетин, будучи пьяным, поссорился с женой и изнасиловал свою 14-летнюю падчерицу, после чего сбежал и был объявлен в федеральный розыск. С того момента вплоть до ареста Лалетин фактически был бомжом, проживал в Улан-Удэ и разных районах республики. Первое время жил в шалаше на берегу реки Селенги. На острове Богородском выкапывал дождевых червей и торговал ими, за что получил прозвище «Гена-Червяк». Также подрабатывал ремонтом бытовой техники. Жертвами убийцы становились его работодатели и знакомые. Убивал во время распития спиртных напитков, после малозначительных ссор.
2 июля 2015 года убийца нанёс ножевые ранения в область груди знакомой семейное паре, которая его приютила. Потерпевшие рассказали полиции о нападавшем, и 21 октября Лалетин был арестован у своего знакомого в Улан-Удэ. На следующий день Лалетин сознался во всех преступлениях. Всего совершил пять доказанных убийств: двух женщин и трёх мужчин. Точное количество жертв маньяка осталось неизвестным, первоначально Лалетин говорил о 18 убитых, затем заявил, что не помнит, сколько человек убил.
В марте 2017 года Верховный суд Республики Бурятия приговорил Геннадия Лалетина к пожизненному лишению свободы с отбыванием первых пяти лет в тюрьме, а остального срока — в колонии особого режима. Впоследствии Геннадий Лалетин был этапирован в ИК-6 «Чëрный дельфин» в городе Соль-Илецке Оренбургской области.